# Carta de responsabilidades de Organizaciones no Gubernamentales

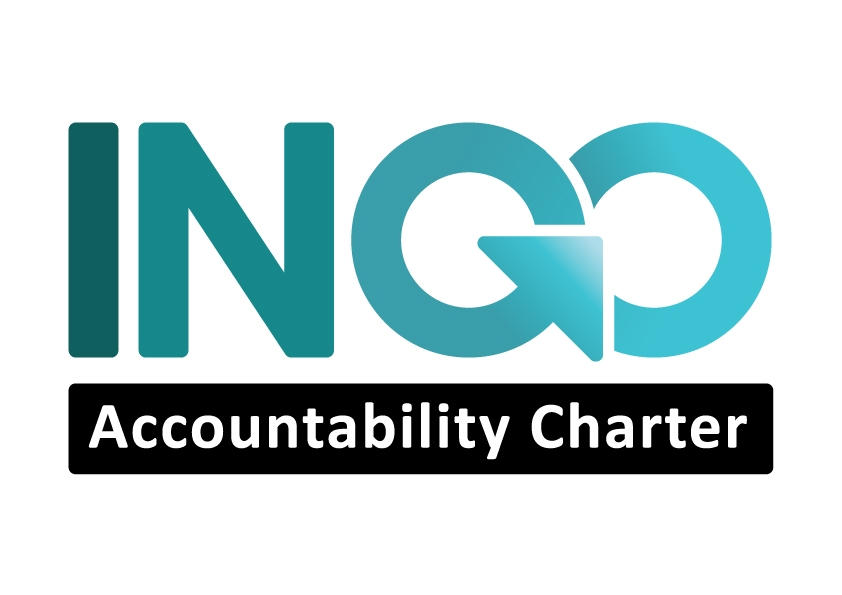
El marco de rendición de cuentas multisectorial más utilizado del mundo para las ONG.

La Carta de responsabilidades de Organizaciones no Gubernamentales (Carta de responsabilidad de ONG) es una carta constitutiva, fundada en el año 2006 por un grupo de organizaciones independientes no gubernamentales, que está destinada a fomentar la responsabilidad y transparencia dentro de las organizaciones no gubernamentales, como también la comunicación con los accionistas y el rendimiento que tienen estas organizaciones con ellos.

## Antecedentes
Ahora más que nunca, las ONG son participantes importantes dentro del entorno social, político y económico. A nivel nacional ellos aportan asistencia en desastres y servicio social, además promueven la autoayuda y el autogobierno en países en desarrollo donde operan.  Además, mejoraron la Sociedad Civil internacional al crear normas informales, pero importantes, que están influenciando instituciones internacionales en su toma de decisiones. Ésta participación de las ONG también crean la incertidumbre sobre cómo justifican sus actividades.
Las ONG tienen un interés particular en cumplir los estándares de transparencia y responsabilidad hacia, no solo las causas a las que están obligados a ayudar, sino a los accionistas de diferentes tipos, incluyendo donadores y patrocinadores (posiblemente constituidos por corporaciones y gobiernos), destinados a programas de beneficencia, personal y el público en general.
La carta es considerada un elemento contribuyente para enfatizar la legitimidad de ONG.

## Orígenes

### Desarrollo
En el taller  "International Advocacy Non-Government Organisations" (por su siglas IANGO), organizado por "Transparency International" en junio del año 2003, la importancia de promocionar la legitimidad y contabilidad fueron los temas discutidos por los participantes. Además de reconocer su creciente involucramiento en problemas internacionales, la necesidad de promover la contabilidad fue resaltada. Se le pidió al Centro Hauser de ONG en la Universidad de Harvard, una investigación sobre el tema para proveer fundamentos en las futuras discusiones. En las siguientes reuniones anuales del año 2004 y del año 2005, los participantes analizaron sus propios conceptos de contabilidad, deliberaron un bosquejo inicial y con la ayuda de consultores especialistas independientes, éste fue revisado hasta que introdujeron una versión final.

### Adopción
Firmada en junio del año 2006 por once ONG internacionales, líderes activos en el área de derechos humanos, medio ambiente y desarrollo social, la INGO Accountability Charter es conocido como " el primer conjunto de reglas para el sector de una ONG" ”  y "la primera acta de contabilidad para el sector no lucrativo".

### Miembros fundadores
Los miembros fundadores fueron ActionAid International, Amnistía Internacional, CIVICUS World Alliance for Citizen Participation, Consumers International, Greenpeace International, Oxfam International, International Save the Children Alliance, Survival International, International Federation Terre des Hommes, Transparency International y World YWCA.

### Miembros actuales
ActionAid International, Amnistía Internacional, Article 19, BRAC, Care International, CBM International, CIVICUS World Alliance for Citizen Participation, European Environmental Bureau, Greenpeace International, Educo (antes llamada Intervida), Islamic Relief, Oxfam International, Plan International, Sightsavers International, SOS Kinderdorf International, Terre des Hommes, Transparency International, World Vision International, World YWCA

## Artículos
La carta está basada en "diez principios fundamentales con el objetivo de aumentar el respeto a los derechos humanos, buen gobierno, contabilidad y transparencia, impulsar la comunicación con accionistas, promover la inclusión y la responsabilidad ambiental y mejorar el rendimiento y la eficiencia de la organización". Documenta el compromiso de ONG internacionales con estos objetivos.
La carta demanda que sus miembros entreguen un reporte anual con respecto al Global Reporting Initiative's NGO Sector Supplement. Los reportes son analizados por un Panel Independiente de análisis y hace una crítica constructiva a la organización, antes de ello, tanto el reporte como la crítica son publicados en la carta website.

## Gobierno
El Panel de directores de la carta tiene representantes de Amnistía Internacional, Sightsavers International, CIVICUS: World Alliance for Citizen Participation, Greenpeace International, Transparency International, World Vision International y directores independientes. El actual presidente del Panel de Directores es Brendan Gormley, actual CEO de Disasters Emergency Committee (DEC).
En julio de 2010 el Centro de sociedad civil se hizo cargo de la Secretaría de Charter de CIVICUS.

## Códigos de conducta relacionados
En 1997, One World Trust creó una "acta ONG", un código de conducta que comprende de un compromiso de rendición de cuentas y transparencia.
En 2014, Charter dio inicio a The Global Standard for CSO Accountability, proyecto que junto con otras ocho redes de rendición de cuentas de la sociedad civi de India, Camboya, Filipinas, Uganda, América Latina, Kenia, Australia y EUA, tiene como objetivo, obtener lo que es la clave para la rendición de cuentas de las OSC y elaborar un patrón de referencia para uso común.